# Łukasz Górnicki

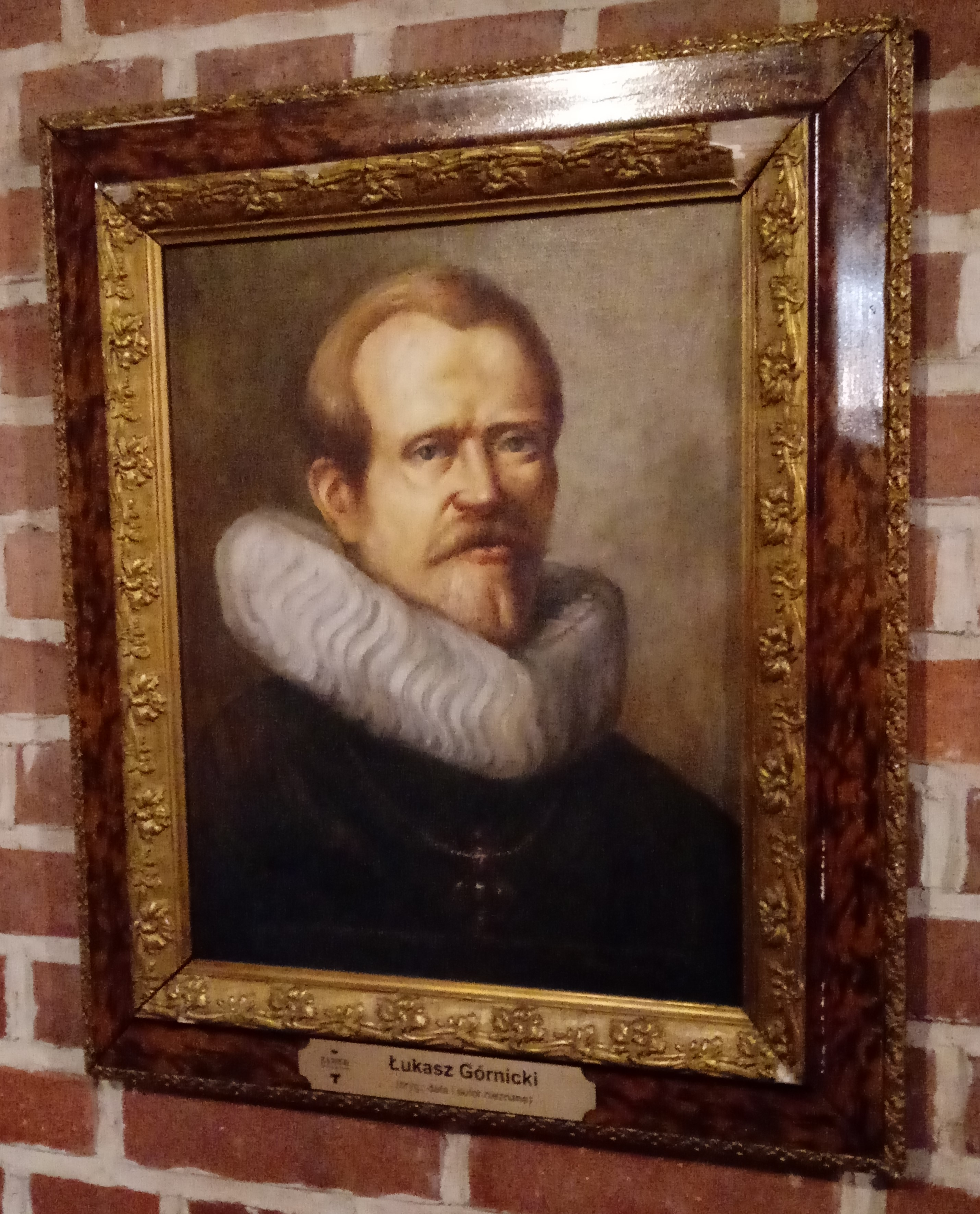

Łukasz Ogończyk Górnicki (1527-1603) (* Oświęcim, 1527 - † Tykocin, 22 de Julho de 1603), foi humanista, poeta, bibliotecário e tradutor polonês.  Exerceu também o cargo de secretário e chanceler de Sigismundo II Augusto da Polônia (1520-1572).   Foi autor das obras: O Nobre Polonês, A Coroa Polonesa, A Controvérsia polaco-italiana, bem como outras obras políticas, históricas e poéticas.

## Biografia
Tendo nascido na cidade polonesa de Oświęcim, era filho de Marcin Góry e Anna Gąsiorkówna, que eram ricos burgueses da cidade de Bochnia, teve inicialmente uma educação em sua cidade natal.  Papel significativo em sua vida teve o seu tio Stanisław Gąsiorek, também conhecido como Stanislaus, o clérigo, que foi autor de poemas patrióticos poloneses, poeta, compositor e maestro de cappella do rei Sigismundo, O Velho.  Ele cuidou do seu sobrinho, o levou para estudar em Cracóvia em 1538, acompanhou a sua educação na área do direito e finalmente fez dele o seu herdeiro.
Łukasz Górnicki foi pedagogo e cronista da vida e costumes sociais da Polônia.  Foi educado em Cracóvia e na Universidade de Pádua e ao retornar entrou para a corte de Sigismundo Augusto, tornando-se secretário do rei e bibliotecário imperial. Em 1561 foi condecorado e em 1570-1571 foi nomeado prefeito da cidade polonesa de Tykocin, perto de Białystok.  Dentre suas bem elaboradas obras literárias algumas se distinguem pelos seus aspectos filosóficos e políticos.  Sua obra mais importante foi Dworzanin polski (1566), uma imitação do livro Il cortigiano (O Cortesão) de Baldassare Castiglione.  Ele mais tarde se concentrou em assuntos de direito, e publicou a obra Rosmowa z Wlochem, tratando-se de um diálogo entre um polonês e um italiano sobre a liberdade e as leis da Polônia.
Todas as notícias sobre a sua educação chegaram até nós com base em suposições.  Desse modo, é possível que ele tenha frequentado a Escola Paroquial de São João, onde dois filólogos eminentes, Wojciech Nowopolczyk e Szymon Marycjusz (1516-1574), foram seus mestres de latim e grego.  Em Cracóvia, Górnicki  tinha o hábito de se reunir com a comunidade italiana.  Nessa época, Franciszek Lismanin (1504-1566) e Marek de la Torre davam aulas no mosteiro franciscano.
Assim como Nidecki (1522-1587), Górnicki não se matriculou na Academia de Cracóvia.  Durante algum tempo Górnicki foi secretário do bispo Samuel Maciejowsk (1499-1550), tendo participado de várias missões diplomáticas na Transilvânia e na Itália.  Acompanhando a corte do rei Sigismundo II Augusto (1548-1572), viajou para Königsberg, Gdańsk e Viena.  Nos anos de 1557-1559 visitou a Itália, onde estudou Direito na Universidade de Pádua.
De 1571 até a sua morte em 22 de Julho de 1603 retirou-se para a sua fazenda em Tykocin, onde foi sepultado na igreja local.

## Resumo das Obras
Łukasz Górnicki escreveu, dentre outras obras:
- O Fidalgo Polonês (Dworzanin polski)
- A coroa polonesa.
- A Controvérsia polaco-italiana.